# مايك كيتينغ
مايك كيتينغ هو لاعب هوكي الجليد كندي، ولد في 21 يناير 1957 في تورونتو في كندا.

## وصلات خارجية
- مايك كيتينغ على موقع دوري الهوكي الوطني (الإنجليزية)
- مايك كيتينغ على موقع قاعة مشاهير الهوكي (لاعب أن.إتش.أل) (الإنجليزية)
- مايك كيتينغ على موقع EliteProspects.com (الإنجليزية)
- مايك كيتينغ على موقع HockeyDB.com (الإنجليزية)
- مايك كيتينغ على موقع Hockey-Reference.com (الإنجليزية)